# Флаг Белиза
Госуда́рственный флаг Белиза был принят 21 сентября 1981 года. В предыдущей версии флаг имел название «флаг Британского Гондураса» (название Белиза в колониальный период). Флаг Британского Гондураса был принят 28 января 1907 года. Данная версия флага была в ходу до 1919 года. В 1919 году был принят новый флаг, являвшийся государственным символом до 1981 года, когда была объявлена независимость Белиза. Изображение на гербе напоминает о лесозаготовительной промышленности, которая и привела к освоению колонии британцами. Это такие элементы как фигуры, инструменты и деревья из красного дерева. Национальный девиз Sub Umbra Floreo , означающий «Под тенью я процветаю», написан в нижней части герба.

## Другие флаги

Флаг колонии Британский Гондурас 12.12.1919 — 21.09.1981
Неофициальный флаг 02.02.1950 — 21.09.1981
Флаг британского Генерал-губернатора Белиза с 21.09.1981